# Mental Funeral
Mental Funeral – drugi album amerykańskiej grupy muzycznej Autopsy. Wydany w 1991 roku przez Peaceville Records.

## Lista Utworów
1. "Twisted Mass of Burnt Decay" – 2:14
2. "In the Grip of Winter" – 4:09
3. "Fleshcrawl" – 0:35
4. "Torn from the Womb" – 3:19
5. "Slaughterday" – 4:13
6. "Dead" – 3:37
7. "Robbing the Grave" – 4:20
8. "Hole in the Head" – 6:03
9. "Destined to Fester" – 4:33
10. "Bonesaw" – 0:46
11. "Dark Crusade" – 4:02
12. "Mental Funeral" – 0:32

## Twórcy
- Chris Reifert – wokal, perkusja
- Danny Coralles – gitara
- Eric Cutler – gitara, wokal na "Slaughterday"
- Steve Cutler – gitara basowa